# Harpacticus superflexus
Harpacticus superflexus is een eenoogkreeftjessoort uit de familie van de Harpacticidae. De wetenschappelijke naam van de soort is voor het eerst geldig gepubliceerd in 1920 door Willey.